# Livros dos Reis

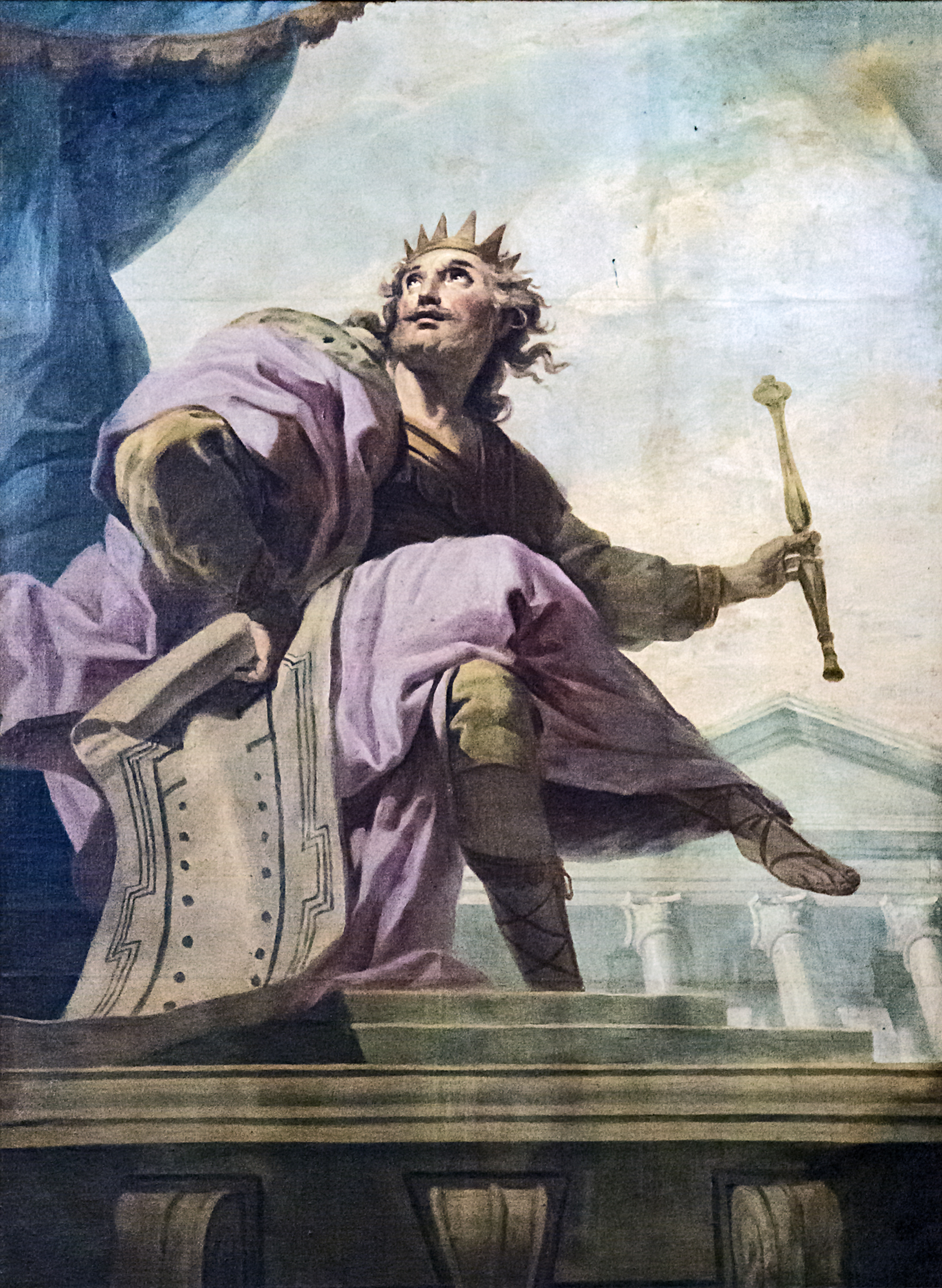
Salomão segurando os planos de seu templo.
Afresco na Catedral de Toulouse, na França.

Na Bíblia cristã, os dois Livros dos Reis, geralmente chamados de I Reis e II Reis, concluem uma série de livros conhecidos como "história deuteronômica", que começa em Josué, passando pelo Juízes, Samuel e Reis, mas não Crônicas, cujos dois livros foram escritos, segundo muitos estudiosos, para prover uma explicação teológica para o Cerco de Jerusalém (587 a.C.) que resultou na destruição do Reino de Judá pelo Império Babilônico em 586 a.C. e para prover uma base para o retorno do exílio.
Na Bíblia hebraica, os dois livros de Reis estão reunidos num único livro, chamado Livro de Reis (em hebraico:  ספר מלכים, Sepher M'lakhim), o quarto livro do Nevi'im, a segunda divisão do Tanakh, e parte da subdivisão dos Antigos Profetas. Na Septuaginta, os livros de Samuel e Reis eram parte de um único texto divido em quatro livros. Os dois livros de Samuel eram chamados de I Reis e II Reis e os modernos livros dos Reis eram chamados de III Reis e IV Reis (em grego:  Βασιλειῶν, "reis").
Os dois livros dos Reis apresentam uma história de Israel e de Judá da morte de David até a libertação de Joaquim do cativeiro na Babilônia, um período de cerca de 400 anos (c. 960–560 a.C.).

## Conteúdo

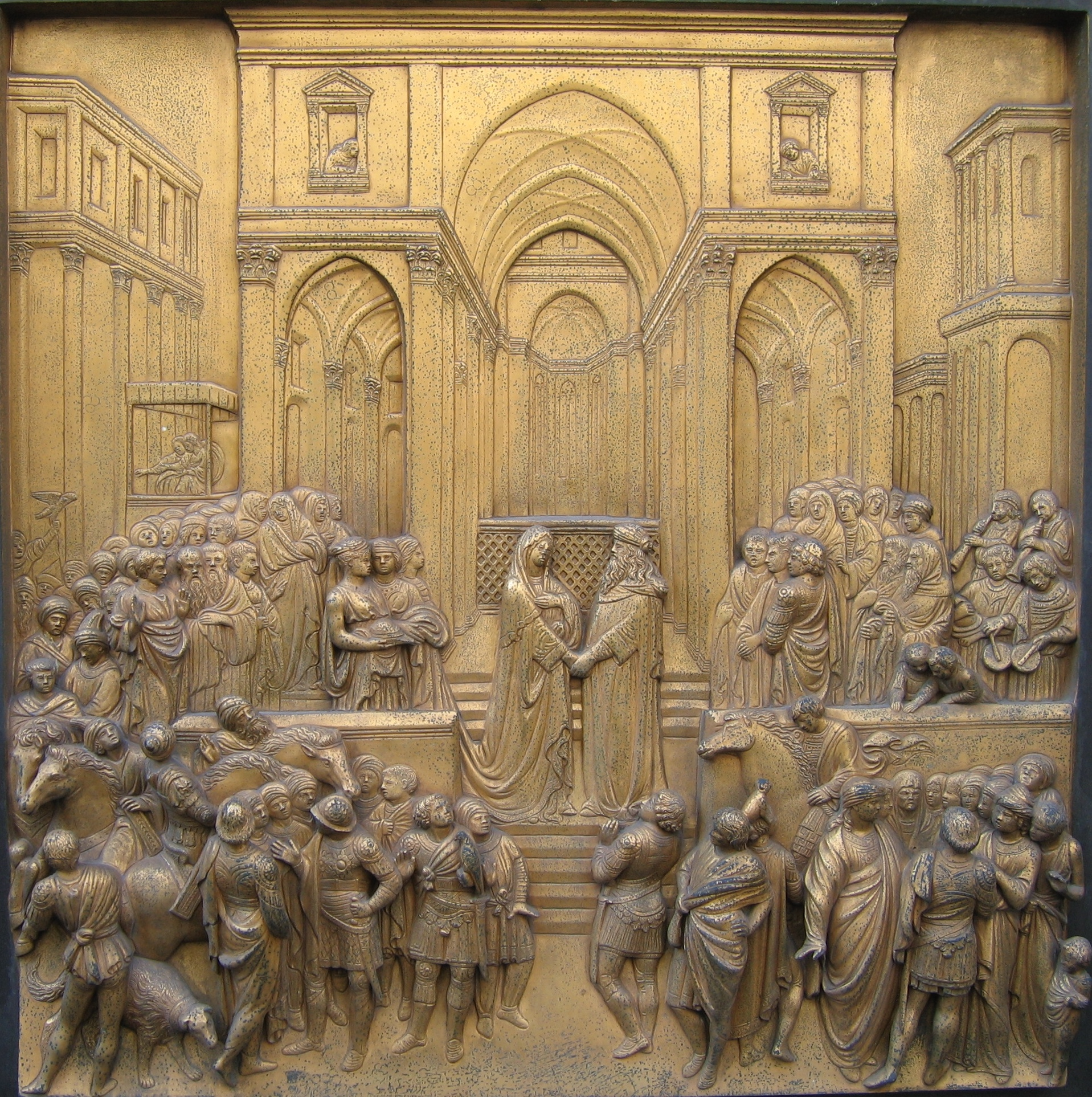
Salomão cumprimentando a Rainha de Sabá – portão do Batistério de Florença

A narrativa começa com a ascensão ao trono de Salomão depois da morte de David. No começo de seu reinado, ele assume as promessas de Deus a David e seu reinado marca um período de esplendor para o Reino de Israel e de paz e prosperidade para os israelitas. O ponto alto do reinado de Salomão foi a construção do Primeiro Templo, construído, segundo a narrativa, 480 anos depois do Êxodo, do Egito. No final de sua vida, porém, Salomão adora outros deuses e passa a oprimir os israelitas.
Como resultado do fracasso de Salomão em extirpar a adoração de outros deuses que não Javé, o reino de David se divide em dois durante o reinado de seu filho, Reoboão, que se tornou o primeiro a reinar sobre o Reino de Judá. Os reis subsequentes a Reoboão em Jerusalém continuaram a linhagem real de David (ou seja, herdaram a promessa a David) enquanto que, no norte, no Reino de Israel, diversas dinastias se seguiram em rápida sucessão e seus reis, segundo a narrativa, foram todos maus (no sentido de não terem sido fieis apenas a Javé). Depois de algum tempo, Deus levou o Império Assírio a destruir o reino do norte, deixando Judá como o único descendente e depositário da promessa.
Ezequias, o décimo-quarto rei de Judá, "fez o que era certo aos olhos do Senhor" e instituiu uma reforma religiosa de grandes proporções, centralizando os sacrifícios no Templo em Jerusalém e destruindo todas as imagens de outros deuses. Por causa disto, Javé salvou Jerusalém e o Reino de Judá dos assírios. Mas Manassés, o rei seguinte, reverteu as reformas e Deus anunciou que destruiria Jerusalém por esta apostasia. O piedoso e justo neto de Manassés, Josias, reinstituiu as reformas de Ezequias, mas já era tarde: Deus, falando através da profetisa Hulda, anuncia que Jerusalém será destruída.
Deus então leva os babilônios a atacarem Jerusalém. Sem a ajuda de Javé, a cidade é arrasada, o Templo é destruído e os sacerdotes, profetas e a corte real são levados para o cativeiro. Os versículos finais relatam como Joaquim, o último rei de Judá, é libertado e homenageado pelo rei babilônio Evil-Merodaque.

## Composição

### História textual

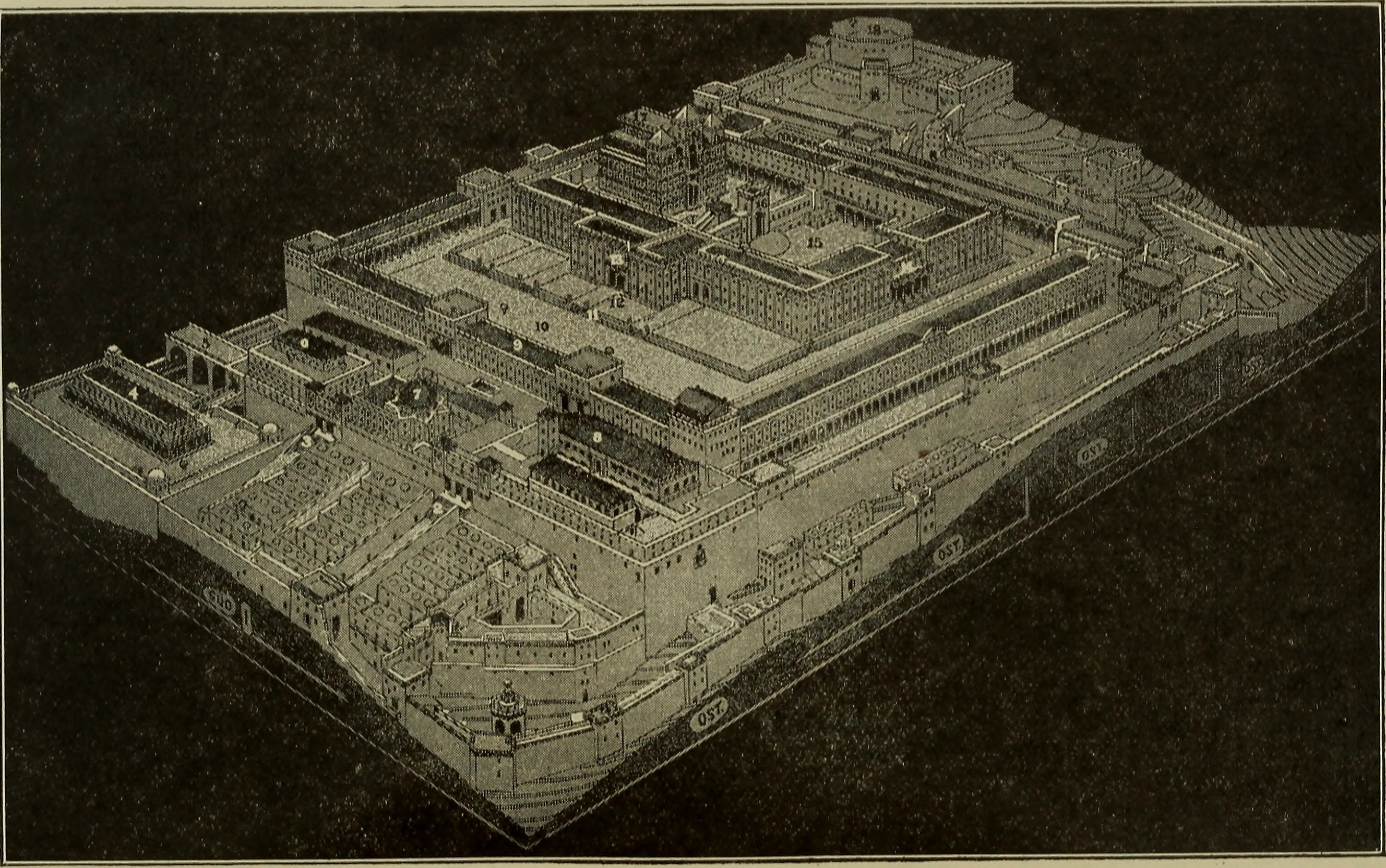
Gravura do Templo de Salomão (1922), um dos temas principais dos Livros dos Reis.

Na Bíblia hebraica, os dois livros de Reis estão reunidos num único livro assim como os dois livros de Samuel. Quando ela foi traduzida para o grego no século II a.C., Reis e Samuel foram reunidos numa obra em quatro volumes chamada "Livro dos Reinos". A Igreja Ortodoxa continua a utilizar esta tradução grega, conhecida como Septuaginta. Porém, quando uma tradução para o latim, chamada Vulgata, foi criada para uso na Igreja Ocidental no século V, o Livro dos Reinos foi primeiramente rebatizado de "Livro dos Reis", com quatro partes, e, mais tarde, assumiu-se a configuração atual, com dois livros de Samuel e dois livros de Reis.
Por conta disto, os livros hoje conhecidos como "I Samuel" e "II Samuel" são chamados pela Vulgata, copiando a prática da Septuaginta, de "I Reis" e "II Reis" respectivamente. Os livros atualmente conhecidos como "I Reis" e "II Reis" são chamados de "III Reis" e "IV Reis". Esta nomenclatura é comum nas bíblias anteriores a 1516. A divisão que conhecemos atualmente, utilizada nas bíblias protestantes e católicas, passou a ser adotada em 1517, mas ainda existem bíblias que seguem a antiga divisão, como é o caso da Bíblia Douay Rheims.

### História deuteronômico
Segundo a tradição judaica, o autor de Reis é o profeta Jeremias, que sobreviveu aos eventos da queda de Jerusalém em 586 a.C. O ponto de vista mais comum atualmente aceita a tese de Martin Noth de que Reis conclui uma série unificada de livros que refletem a linguagem e a teologia do Deuteronômio chamada "história deuteronômica". Noth defendia que esta história era obra de um único indivíduo que viveu no século VI a.C., mas os estudiosos modernos tendem a tratar o texto como composto de pelo menos duas fontes distintas, uma primeira editada na época de Josias (final do século VII a.C.), que promove as reformas religiosas de Josias e a necessidade do arrependimento, e uma segunda e última edição em meados do século VI a.C. Outras edições também foram propostas, incluindo uma no final do século que nomeia Ezequias como o monarca ideal, uma do começo do século VIII a.C. com uma mensagem similar, mas identificando Jeú como o rei modelo e uma ainda mais antiga que defende a Casa de David como crucial para o bem-estar de Israel, mas nenhuma das três alcançou o consenso entre os estudiosos.

### Fontes

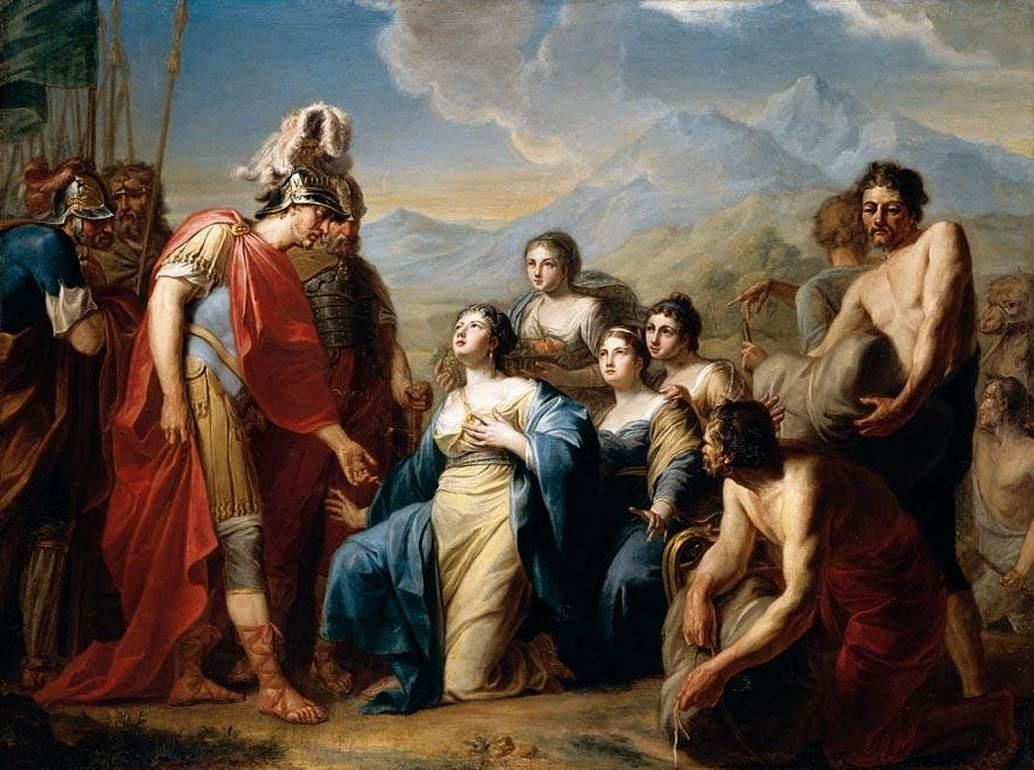
Salomão e a Rainha de Sabá, um dos temas dos Livros dos Reis.
Séc. XVIII. Por Johann Friedrich August Tischbein, em coleção particular.

## Temática e gênero
Segundo Richard D. Nelson, Reis é um relato "como que histórico", mas misturando lendas, histórias folclóricas e milagrosas e "construções ficcionais" com anais (cronologias reais); a primeira explicação para os eventos é o sentimento de ofensa de Deus em relação ao que é direito. Por conta disto, ele afirma que é mais produtivo entendê-lo como "literatura teológica" do que como "história". O viés teológico aparece na forma como o autor julga cada rei de Israel com base no reconhecimento por parte deles da autoridade do Templo em Jerusalém — nenhum deles reconhece e, portanto, são todos considerados "maus" — e cada rei de Judá com base em seu empenho em destruir os "lugares elevados" (rivais do Templo em Jerusalém). O autor menciona apenas de passagem importantes e bem-sucedidos reis como Omri e Jeroboão II e ignora completamente um dos mais importantes eventos da história antiga de Israel, a Batalha de Carcar.
Os grandes temas de Reis são a promessa de Deus, a recorrente apostasia dos reis e o julgamento que esta apostasia traz sobre Israel:
- Promessa: em troca da promessa de Israel de adorar apenas Javé, Javé faz promessas a David e a Israel — a David, a promessa de que sua linhagem governará Israel para sempre; a Israel, a promessa das terras que possuirão;
- Apostasia: a grande tragédia da história de Israel, a destruição do reino e do Templo, é resultado direto do fracasso de seu povo e, de forma mais específica, de seus reis em adorar apenas Javé;
- Julgamento: a apostasia leva ao julgamento. Julgamento não é punição, mas simplesmente a consequência natural (ou, melhor, comandada por Deus) do fracasso de Israel em adorar apenas Javé.

Outro tema relacionado é o da profecia. O ponto principal das histórias proféticas é que as profecias de Deus são sempre realizadas e que as que ainda não se realizaram se realizarão no futuro. A implicação, a libertação de Jeoiaquim e sua restauração a um lugar de honra em Babilônia nos versículos finais do livro, é que a promessa de uma dinastia davídica eterna ainda estava valendo e que a linhagem de David seria restaurada.

## Características textuais

Genealogia dos reis de Reino de Israel e Judá.

### Cronologia
O texto padrão hebraico de Reis apresenta uma cronologia impossível. Para ficar num único exemplo, a ascensão de Omri ao trono de Israel é datado no 31º ano do reinado de Asa de Judá (I Reis 16:23) não pode ter ocorrido depois da morte de seu predecessor, Zimri, no 27º ano do reinado do mesmo Asa (I Reis 16:15). O texto grego corrige as impossibilidades, mas não há evidências de que essas correções representem uma versão mais antiga (e não somente a vontade do corretor). Um grande número de estudiosos já alegaram ter resolvidos essas dificuldades, mas os resultados diferem entre si e nenhum deles alcançou o consenso acadêmico.

### Reis e II Crônicas
II Crônicas cobre praticamente o mesmo período que os Livros de Reis, mas ignora o Reino de Israel quase completamente. Além disto, o papel de David no planejamento do Templo é maior, a reforma religiosa de Ezequias é muito mais ampla e Manassés recebe a oportunidade de se arrepender de seus pecados, provavelmente uma tentativa de explicar seu longo reinado. Geralmente assume-se que o autor de Crônicas utilizou Reis como fonte e re-escreveu a história para se adequar ao que considerava correto.

### Comentários
- Fretheim, Terence E (1997). First and Second Kings (em inglês). [S.l.]: Westminster John Knox Press. ISBN 978-0-664-25565-7
- Nelson, Richard Donald (1987). First and Second Kings (em inglês). [S.l.]: Westminster John Knox Press. ISBN 978-0-664-22084-6
- Sweeney, Marvin (2007). I&II Kings: A Commentary (em inglês). [S.l.]: Westminster John Knox Press. ISBN 978-0-664-22084-6

### Geral
- Knight, Douglas A (1995). «Deuteronomy and the Deuteronomists». In:  James Luther Mays; David L. Petersen; Kent Harold Richards. Old Testament Interpretation (em inglês). [S.l.]: T&T Clark. ISBN 978-0-567-29289-6
- Knight, Douglas A (1991). «Sources». In:  Watson E. Mills; Roger Aubrey Bullard. Mercer Dictionary of the Bible (em inglês). [S.l.]: Mercer University Press. ISBN 978-0-86554-373-7
- Leuchter, Mark; Adam, Klaus-Peter (2010). «Introduction». In:  Mark Leuchter; Klaus-Peter Adam; Karl-Peter Adam. Soundings in Kings: Perspectives and Methods in Contemporary Scholarship (em inglês). [S.l.]: Fortress Press. ISBN 978-1-4514-1263-5
- Moore, Megan Bishop; Kelle, Brad E (2011). Biblical History and Israel's Past: The Changing Study of the Bible and History (em inglês). [S.l.]: Eerdmans. ISBN 978-0-8028-6260-0
- McKenzie, Steven L (1994). «The Books of Kings». In:  Steven L. McKenzie; Matt Patrick Graham. The History of Israel's Traditions: The Heritage of Martin Noth (em inglês). [S.l.]: Sheffield Academic Press. ISBN 978-0-567-23035-5
- Perdue, Leo G (2001). «Preface: The Hebrew Bible in Current Research». In:  Leo G. Perdue. The Blackwell Companion to the Hebrew Bible (em inglês). [S.l.]: Blackwell. ISBN 978-0-631-21071-9
- Spieckerman, Hermann (2001). «The Deuteronomistic History». In:  Leo G. Perdue. The Blackwell Companion to the Hebrew Bible (em inglês). [S.l.]: Blackwell. ISBN 978-0-631-21071-9
- Sutherland, Ray (1991). «Kings, Books of, First and Second». In:  Watson E. Mills; Roger Aubrey Bullard. Mercer Dictionary of the Bible (em inglês). [S.l.]: Mercer University Press. ISBN 978-0-86554-373-7
- Tomes, Roger (2003). «1 and 2 Kings». In:  James D. G. Dunn; John William Rogerson. Eerdmans Commentary on the Bible (em inglês). [S.l.]: Eerdmans. ISBN 978-0-8028-3711-0
- Van Seters, John (1997). In search of history: historiography in the ancient world and the origins of biblical history (em inglês). [S.l.]: Eisenbrauns. ISBN 978-1-57506-013-2
- Walton, John H (2009). «The Deuteronomistic History». In:  Andrew E. Hill; John H. Walton. A Survey of the Old Testament (em inglês). [S.l.]: Zondervan. ISBN 978-0-310-22903-2
- Wilson, Robert R (1995). «The Former Prophets: Reading the Books of Kings». In:  James Luther Mays; David L. Petersen; Kent Harold Richards. Old Testament Interpretation: Past, Present and Future: Essays in honor of Gene M. Tucker (em inglês). [S.l.]: Continuum International Publishing Group. ISBN 978-0-567-29289-6

### Versões em português
- «I Reis». Bíblia Online
- «II Reis». Bíblia Online

### Texto massorético
- Menachem Cohen. «Reis A - Mikraot Gedolot Haketer» (em hebraico). Bar Ilan University
- Menachem Cohen. «Reis B - Mikraot Gedolot Haketer» (em hebraico). Bar Ilan University
- «מלכים א Melachim Aleph – Reis A» (em hebraico). Mechon-Mamre.org
- «מלכים ב Melachim Bet – Reis B» (em hebraico). Mechon-Mamre.org

### Outras
- «Books of Kings» (em inglês). Encyclopædia Britannica Online
- Este artigo incorpora texto da Enciclopédia Judaica (Jewish Encyclopedia) (em inglês) de 1901–1906 (artigo "Books of Kings"), uma publicação agora em domínio público.
- "First and Second Books of Kings" na edição de 1913 da Enciclopédia Católica (em inglês).  Em domínio público.
- "Third and Fourth Books of Kings" na edição de 1913 da Enciclopédia Católica (em inglês).  Em domínio público.